# 世界之都
- 關於美国作家欧内斯特·海明威创作的短篇故事，請見「世界之都 (短篇故事)」。
- 關於纳粹德国计划重建的首都，請見「世界之都日耳曼尼亚」。

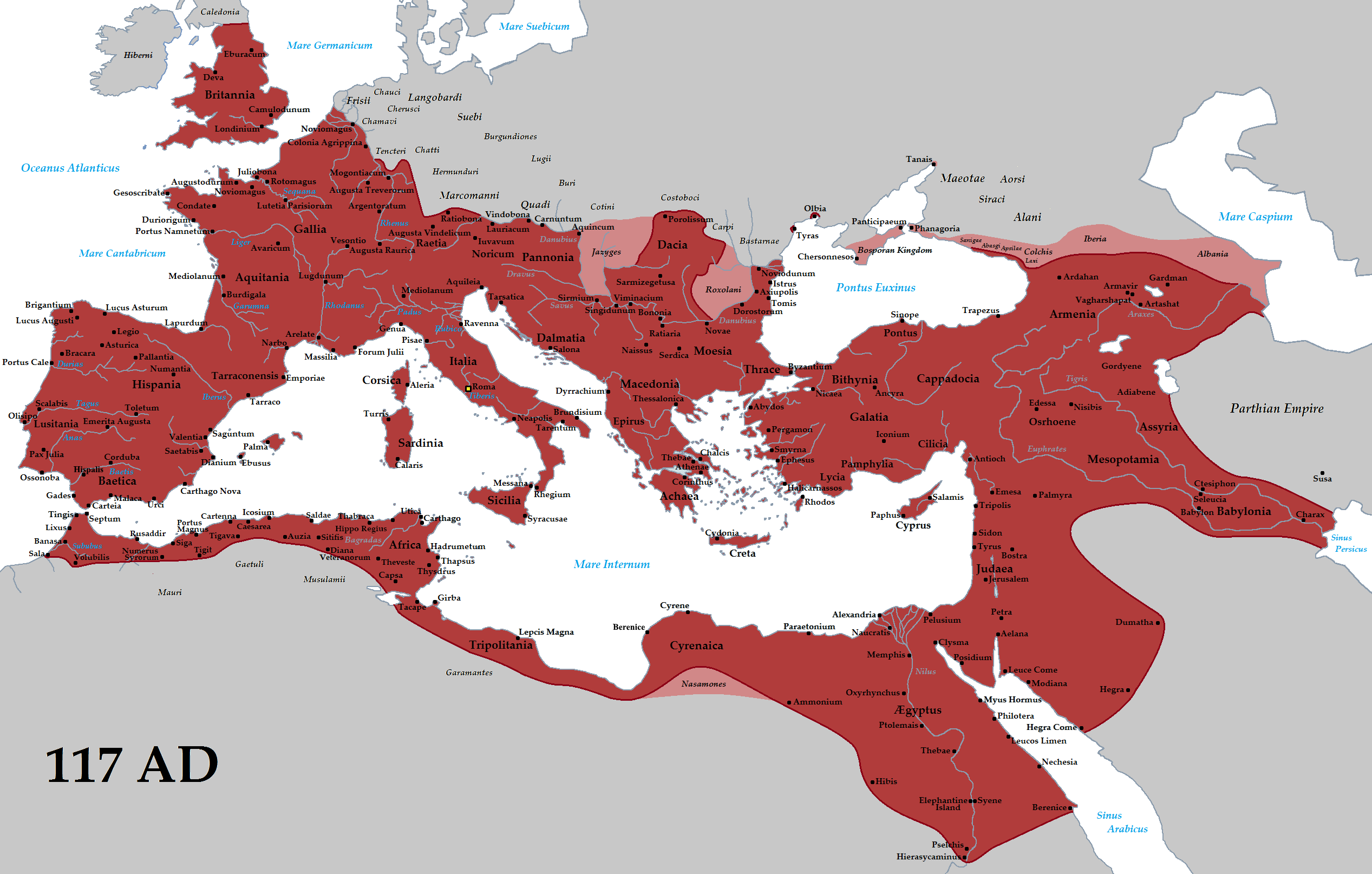
羅馬帝國地圖，描繪在其領土擴張的高峰期

世界之都（直译：世界之首）是一個源自拉丁語的詞彙，最初被用來指代羅馬城，即是羅馬共和國和帝國的首都，也是天主教會自古以來的行政中心。
現今美國紐約市被某些媒體描述為「世界新首都」（Novum Caput Mundi），即是世界城市的中心。 除此之外，這個詞彙衍生出其他含義，主要用於描述「全球城市」，其中包括倫敦、巴黎和華盛頓特區。

## 世界之都

### 羅馬
「羅馬，世界之都」（Roma Caput Mundi） 起源於歐洲古典时代，對於已知世界的理解程度，仍局限在歐洲、北非和西亞。公元前2世紀左右，隨著羅馬共和國在南歐和北非擴張，羅馬在古代世界的影響力開始逐漸增長。接下來的5個世紀裡，羅馬統治著大部分已知世界（即傳統的希臘-羅馬世界），並在此期間成為世界上最大的城市。羅馬的語言、藝術、建築、法律、宗教和哲學，擁有顯著的文化影響。羅馬城之所以能獲得「世界之都」綽號，歸因於古羅馬和羅馬天主教會持久的影響力。 至今為止，羅馬仍然是世界上訪客量最大的城市之一。

## 世界新首都

### 紐約

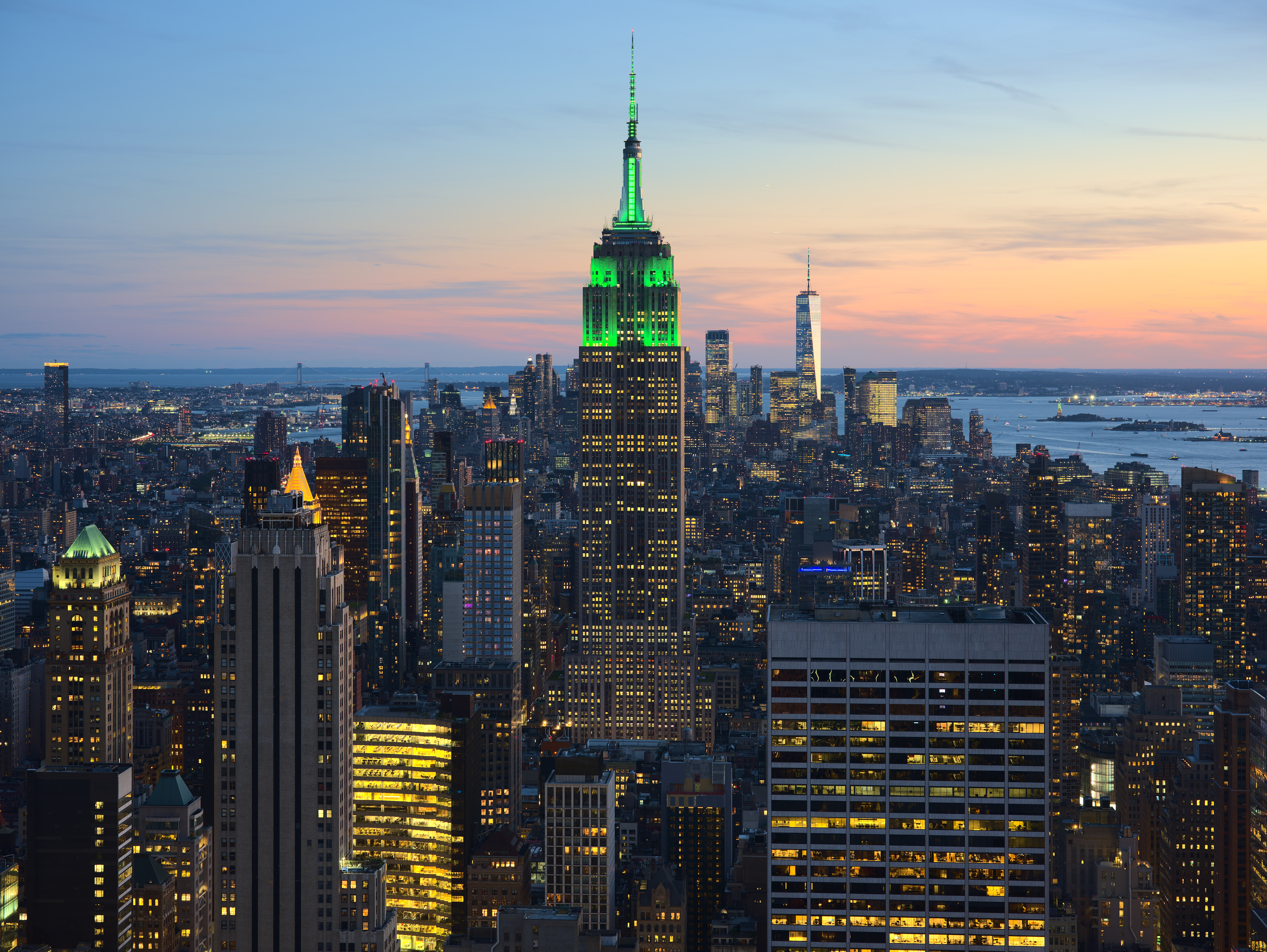
美國最大城市紐約市曼哈頓的天際線（攝於2021年9月）

紐約市是美國人口最多的城市，有時使用拉丁語暱稱為「Novum Caput Mundi」；或者，更常見的英文短語「Capital of the World」。 尤其是形容紐約核心區域曼哈頓，這個區域通常被當地人簡稱為「The City」。 紐約經常被描述為最強大的全球城市，對商業、金融、媒體、藝術、時尚、研究、技術、教育和娛樂產生重大影響。 紐約的城市快節奏，甚至啟發創造「紐約分鐘」一詞。 紐約作為聯合國總部所在地，是世界重要的國際外交中心，同時也被譽為世界文化、媒體、金融和娛樂之都。 儘管紐約並不是美國聯邦政府所在地，甚至不是紐約州首府。紐約市民日常使用多達800種語言，使其成為世界上語言最多樣化的城市。 LGBT旅遊指南《Queer in the World》形容「紐約同性戀的美妙程度，在地球上絕對是無與倫比，酷兒文化滲透到其五個行政區的每個角落。」 2019年，針對全球48個城市超過30,000多人進行的一項調查，紐約被評為世界上最偉大的城市，理由是該城市擁有的文化多樣性。
許多國家和國際私營機構都在紐約設有總部。紐約以曼哈頓下城華爾街為中心，被稱為世界主要金融中心，以及經濟最強大的城市。 曼哈頓作為紐約證券交易所和納斯達克的所在地，按其市公司總市值計算，這兩家證券交易所是全球最大的證券交易所。 紐約聯邦儲備銀行是联邦储备系统中最具影響力的分支機構，其貨幣政策影響全球經濟。
紐約都會區若由大都市統計區（2013年有1,990萬居民）和聯合統計區（2013年有2,350萬居民）來定義，是世界上城市面積最大的都會區。2013年，大都市統計區的都市生產總值（GMP）接近1.39萬億美元；而在2012年，聯合統計區的都市生產總值超過1.55萬億美元，兩者均大幅領先成為全國第一位，分別落後於12個國家和11個國家的國內生產總值（GDP）。
紐約市擁有許多著名的高等教育機構，其中最著名的是哥倫比亞大學、紐約大學和洛克菲勒大學，這些大學均躋身世界頂尖大學之列。 除此之外，普林斯頓大學和耶魯大學等世界最負盛名的高等教育機構，則位於紐約都會區。根據世界大學學術排名統計，紐約擁有全球城市中最優良的高等教育機構。
紐約在吸引資本、商業和遊客方面，位居全球城市之首。 紐約旅遊業對這個城市至關重要，紐約的許多區域和地標已變得眾所周知，該市在2019年接待創紀錄的6,660萬名遊客，是世界上被拍照最多的城市。 帝國大廈已成為描述其他建筑物高度的全球參考標準； 時報廣場位於百老匯劇院區域的中心，被稱為「世界的十字路口」、「宇宙中心」、和「世界心臟」。

## 其他用法

### 君士坦丁堡

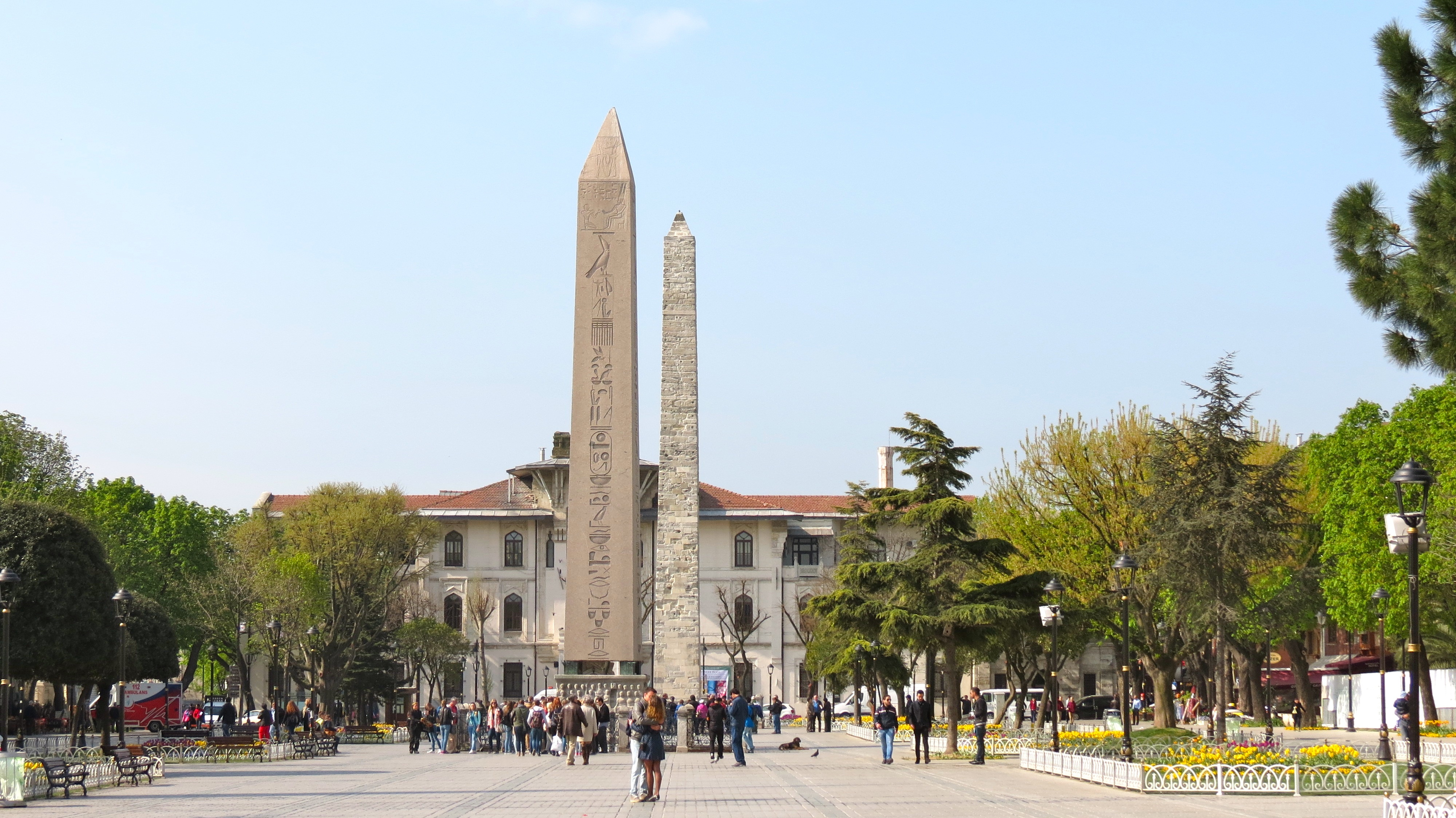
公元4世纪狄奥多西一世在君士坦丁堡竖立的方尖碑

伊斯坦布爾是世界上最具歷史意義的城市之一，曾是三大帝國的首都，即：羅馬帝國、拜占庭帝國和奧斯曼帝國。公元3世紀末，戴克里先皇帝決定將帝國分為兩個行政區，並將首都從羅馬遷往尼科米底亞，以維持羅馬帝國的穩定。君士坦丁大帝贏得對戰馬克森提烏斯和李錫尼的內戰後，重新統一東方和西方，並決心在現在的伊斯坦布爾建立新首都。 公元330年5月11日，君士坦丁堡被宣佈為羅馬帝國的新首都，稱為「新羅馬」，里程碑和競技場也由君士坦丁大帝建造。公元476年，西羅馬帝國崩潰，君士坦丁堡成為羅馬在整個中世紀唯一的繼承者，這也使其成為新的「世界之都」。
狄奧多西二世統治期間，君士坦丁堡大學成立；與此同時，建成著名的狄奧多西城牆。東羅馬帝國的部分重要傑作建於查士丁尼一世統治時期，例如：聖索菲亞大教堂擁有巨大的圓頂，是世界上獨一無二的建築，該結構是羅馬工程和希臘化藝術的複合體。

### 倫敦

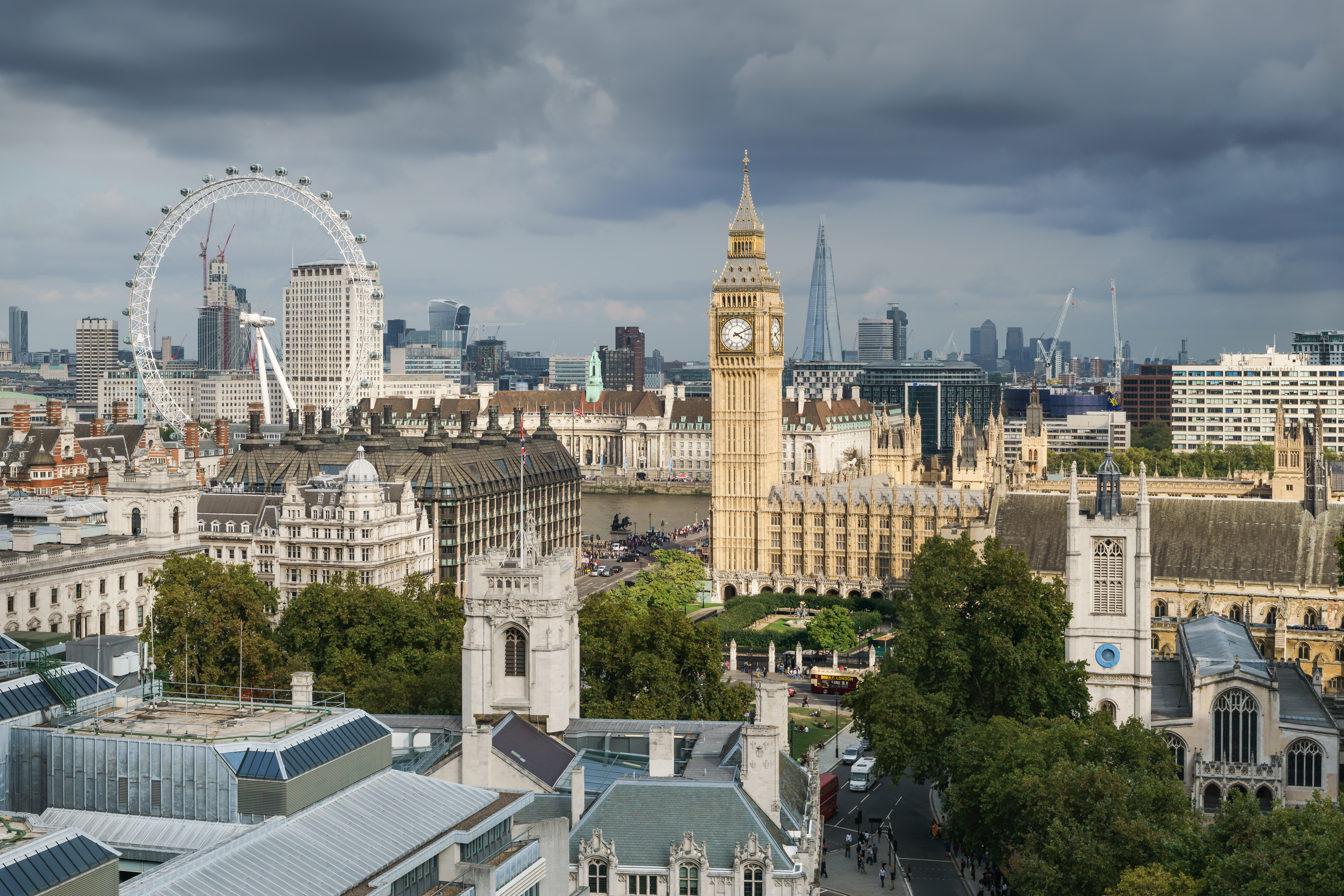
英國首都伦敦的天際線（攝於2014年9月）

倫敦是歷史上最大帝國——大英帝國的首都，也是目前聯合王國首都和最大城市，有時被稱為「世界首都」。 倫敦曾經是羅馬帝國的一部分，從古羅馬時代以來就是主要定居點，稱為倫丁尼姆（Londinium）。
倫敦是世界主要的商業、金融和文化中心，其對政治、教育、科技、娛樂、媒體、時尚和藝術都具有影響力，這些都有助於其作為領先的地位，成為全球最重要的城市之一。倫敦在全球經濟發揮著非常重要的作用，該城市有時被稱為「世界金融首都」，保持著全球最大的金融服務貿易順差。 此外，倫敦的時間和地理均位於本初子午線，直接穿過格林威治（又稱格林威治子午線），時區為GMT+0（UTC+0）。國際子午線會議做出的決定，是由於大英帝國的統治地位，以及英屬印度的影響和後勤方面的原因。此外，倫敦是英國君主的所在地，英國君主是15個英聯邦王國的國家元首和英聯邦元首，作為主要由前英國領土組成聯盟的象徵性領袖，覆蓋地球表面的1⁄4面積，居住著世界上1⁄3人口。
從國際（非不列顛）入境人數來說，倫敦是訪問量最大的城市之一；並且從客運量來說，倫敦擁有最繁忙的城市機場系統。 倫敦是領先的投資目的地，比任何其他城市擁有更多的國際零售商 和高净值人士。倫敦是歐洲高等教育機構最集中的地區，根據2015/16年QS世界大學排名，倫敦是世界上一流大學最集中的城市，這座城市甚至被稱為「世界教育之都」。 倫敦擁有世界頂尖的高等教育機構，包括科學、技術、工程和數學領域的倫敦帝國學院，綜合性的倫敦大學學院及經濟、金融和商業領域的倫敦政治經濟學院等。
2012年夏天，倫敦成為第一個舉辦過三屆現代夏季奧運會的城市。 倫敦眾多的標誌性地標，包括大本钟、圣保罗座堂、倫敦塔橋、威斯敏斯特宫和白金汉宫；以及現代建築物，例如聖瑪莉艾克斯30號大樓、碎片大厦、倫敦眼和O2，在2013年吸引大約1,670萬國際遊客，使倫敦成為世界國際遊客訪問量最大的城市。 倫敦還擁有世界上最大的圖書館和植物園。
倫敦被描述為「日不落帝國」的首都，目前是所有城市中外國出生人口最多的城市，在文化、商業、技術成熟度和整體經濟影響力方面，被評為世界首都城市，以及吸引最多外國投資的全球城市。

### 巴黎

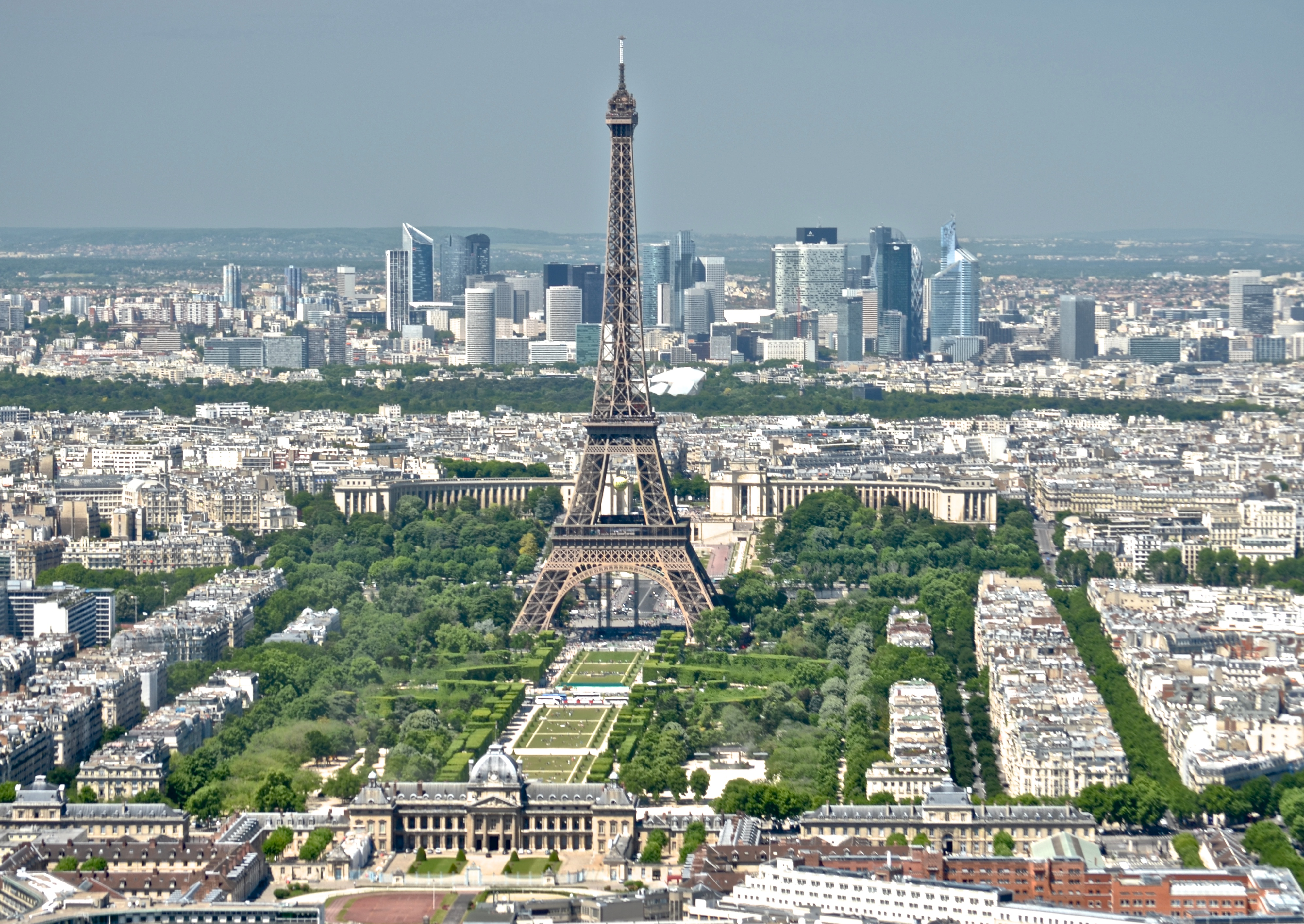
法國首都巴黎的天際線（攝於2014年5月）

自17世紀以來，巴黎一直是歐洲主要的金融、外交、商業、時尚、美食、科學和藝術中心。 第二次世界大戰之前，巴黎和倫敦一樣，有時被描述為世界首都。 如今，巴黎仍然是世界領先的商業、金融和文化中心，其在政治、教育、技術、娛樂、媒體、時尚和藝術方面的影響力，都有助於其作為全球城市的地位。
大巴黎都會區包括巴黎及其周邊三個省份，2019年接待3,800萬名遊客，創下以酒店入住人數衡量的紀錄。 2018年，根據歐睿（Euromonitor）全球城市目的地指數衡量，巴黎是全球第二繁忙的航空目的地，遊客數量為1,910萬人次，僅次於曼谷（2,278萬人次），領先於倫敦（1,909萬人次）。 2018年，這座城市的頂級文化景點是巴黎聖母院（1,300萬遊客），其次是聖心大教堂 （1,100萬遊客），然後是盧浮宮（960萬遊客）、艾菲爾鐵塔（610萬遊客）、龐畢度中心（350萬遊客）和奧賽博物館（330萬遊客）。
巴黎是主要的鐵路、高速公路和航空運輸樞紐，其中最繁忙的國際機場是巴黎戴高樂機場，同時是歐洲第二繁忙的機場。 就貨運量而言，該機場是世界上第11位最繁忙機場，也是歐洲最繁忙的機場，2019年處理2,102,268公噸貨物。 巴黎地鐵於1900年投入運營，每天為523萬名乘客提供服務； 是歐洲第二繁忙的地鐵系統，僅次於莫斯科地鐵。巴黎北站是世界上第24位最繁忙的火車站，也是日本以外最繁忙的火車站，2015年客運量為2.62億人次。
2004—2005學年，巴黎大區的17所公立大學擁有359,749名註冊學生，是歐洲大學生最集中的地區。巴黎還擁有世界十大商學院中的四所，即歐洲工商管理學院、高等經濟商業學院、巴黎高等商業研究學院和ESCP歐洲高等商學院。
巴黎是世界上GDP最大的城市之一。 按《財富》世界500強企業數量計算，位居歐洲第一（全球第三）。 2018年，巴黎創造国内生产总值7,380億歐元（按市場匯率計算為8,820億美元），約佔法國經濟的。 該地區的人均GDP為60,100歐元（按市場匯率計算為71,900美元），為法國最高。巴黎都市圈的經濟產出約佔法國GDP的，即是接近1萬億美元。巴黎被毕马威評為2019年全球第二大最具吸引力的全球城市。 2017年，巴黎中央商務區拉德芳斯被安永會計師事務所評為歐洲大陸領先的商務區，全球排名第四。 经济合作与发展组织總部設在該國的金融首都巴黎。
2018年，巴黎大區GDP位居歐洲第一，領先於德國北萊茵-威斯特法倫。人均國內生產總值在歐洲排名第四，僅次於盧森堡、布魯塞爾和漢堡。 2018年，巴黎成為全球生活成本最高的城市之一。

### 華盛頓特區

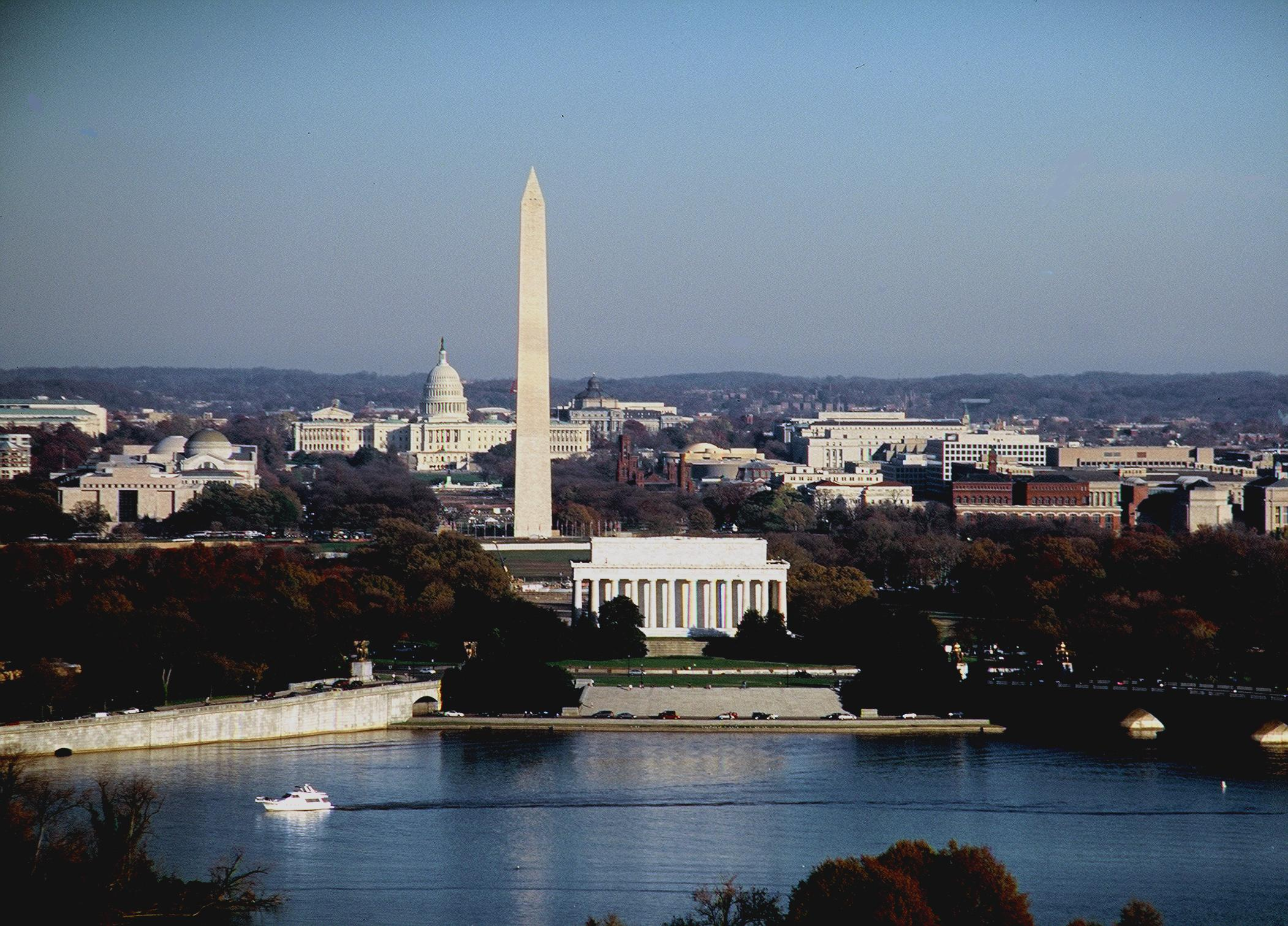
美国首都华盛顿哥伦比亚特区的天際線（攝於2007年6月）

华盛顿特区作為美國首都和美國聯邦政府所在地，其包括美國最高法院、美國國會、美國總統所採取的許多行動，對全世界人民的生活產生巨大影響。華盛頓特區也是多個有影響力的國際組織的總部所在地，包括世界銀行、國際貨幣基金組織和美洲國家組織。美國政府主要的國際援助機構美國國際開發署，以及多個全球發展機構均設在該市。
美國許多大型行業協會、非營利組織和智庫都設在華盛頓特區，包括美國退休者協會、美國紅十字會、大西洋理事會、布魯金斯學會、國家地理學會、美國傳統基金會、威爾遜中心等，國際人權組織國際特赦組織和人權觀察在華盛頓特區設有辦事處。美國最具影響力的日報之一《華盛頓郵報》的總部設在華盛頓特區，CNN、BBC、《紐約時報》等其他全球媒體，也在華盛頓特區設有主要分社。
美國中央銀行美聯儲總部設在華盛頓特區，由於美元作為世界儲備貨幣的重要性，美聯儲做出的決定會對世界經濟體產生連鎖反應。這座城市和周邊的華盛頓大都市區也是許多重要全球會議和活動的舉辦地，《北大西洋公約》在華盛頓特區簽署；該條約建立北約組織，並加入冷戰。冷戰結束之後，華盛頓特區被《華盛頓郵報》稱為世界新首都。

## 另見
- 歐洲首都
- 中國 (稱號)
- 全球化
- 全球城市
- 國際金融中心
- 紐倫港